# Towarzystwo Polskich Górnoślązaków
Towarzystwo Polskich Górnoślązaków, zwane również Związkiem Utrakwistów, zostało utworzone we Wrocławiu w 1863 z inicjatywy Józefa Matischoka, proboszcza w Rokiczach koło Leśnicy.
Obok Józefa Matischoka, jednym z ojców założycieli towarzystwa był ksiądz Konstanty Damrot (1841-1895) i późniejszy prezes towarzystwa. Towarzystwo zajmowało się głównie polską historią i literaturą.

## Historia
Statut towarzystwa został zatwierdzony 10 listopada 1866. Towarzystwo zostało zawieszone w maju 1876 roku przez prezesa Jana Rogula. Powodem rozwiązania były represje władz pruskich. Ostatni zapisek na jego temat widnieje pod datą 26 lipca 1877. Członkami Towarzystwa prócz Konstantego Damrota byli m.in. Jan Studziński, Rudolf Lubecki, Józef Konieczko, Marcin Kopiec czy Franciszek Kirchniawy.